# Alan Burges
Norman Alan Burges (5 août 1911 - 4 octobre 2002), CBE, est un botaniste australien qui est le premier vice-chancelier de la nouvelle université d'Ulster à Coleraine, en Irlande du Nord.

## Biographie
Il est né le 5 août 1911 à East Maitland, en Nouvelle-Galles du Sud, et obtient son premier diplôme et sa maîtrise à l'Université de Sydney, puis étudie pour son doctorat en mycologie à l'Emmanuel College de Cambridge. Après une courte période en tant que chercheur à Emmanuel, au début de la guerre en 1939, il rejoint la Royal Air Force servant dans le Bomber Command.
Après la guerre, il retourne en Australie et devient en 1947 professeur de botanique à l'université de Sydney, puis doyen de la faculté des sciences et membre du Sénat. Il est aussi Secrétaire général de l'Association australienne et néo-zélandaise pour l'avancement des sciences pendant cette période.
En 1952, il retourne en Angleterre pour occuper le poste de professeur de botanique (une chaire dotée et nommée d'après Holbrook Gaskell (en)) à l'Université de Liverpool. Par la suite, il devient vice-chancelier par intérim (1964–5) et pro-vice-chancelier (1965-1966) de cette université. Il est président de la British Ecological Society 1958-1959 . Il est l'un des quatre coéditeurs à long terme du projet Flora Europaea à partir de 1956.
En 1966, il est nommé premier vice-chancelier de la nouvelle université d'Ulster à Coleraine, en Irlande du Nord, où il reste jusqu'à sa retraite en 1976.
Après sa retraite, il prend une part active aux affaires culturelles de l'Ulster, par exemple en tant que président de l'Ulster American Folk Park (1975–88) et du Northern Ireland Committee of the National Trust (1978–81).
Il est nommé CBE en 1980.

## Ouvrages
- Alan Burges, Micro-Organisms in the Soil, Hutchinson, 1958
- Alan Burges et Frank Raw, Soil Biology, Academic Press, 1967